# Characoma nigricollaris
Characoma nigricollaris är en fjärilsart som beskrevs av George Francis Hampson 1918. Characoma nigricollaris ingår i släktet Characoma och familjen trågspinnare. Inga underarter finns listade i Catalogue of Life.